# Myliobatis longirostris
Myliobatis longirostris — вид хрящевых рыб рода орляков семейства орляковых скатов отряда хвостоколообразных надотряда скатов. Эти скаты обитают в субтропических водах восточной части Тихого океана. Встречаются на глубине до 64 м. Максимальная зарегистрированная ширина диска 95 см. Грудные плавники этих скатов срастаются с головой, образуя ромбовидный диск, ширина которого превосходит длину. Характерная форма плоского рыла напоминает утиный нос. Тонкий хвост длиннее диска. Окраска дорсальной поверхности диска ровного оливково-коричневого цвета.
Подобно прочим хвостоколообразным Myliobatis longirostris размножаются яйцеживорождением.  Эмбрионы развиваются в утробе матери, питаясь желтком и гистотрофом. Эти скаты представляют незначительный интерес для местного промысла, попадаются качестве прилова. 

## Таксономия
Впервые новый вид был научно описан в 1964 году. Видовой эпитет происходит от слов лат. long — «длинный» и лат. rostrum  — «клюв». 

## Ареал и места обитания
Myliobatis longirostris обитают в восточно-центральной и юго-восточной частях Тихого океана от Нижней Калифорнии до побережья Перу, включая Калифорнийский залив (воды, омывающие берега Колумбии, Коста-Рики, Эквадора, Гватемалы, Гондураса, Мексики, Никарагуа и Панамы). Они держатся как у поверхности воды, так и на глубине до 64 м. Предпочитают песчаное дно и другой мягкий грунт.

## Описание
Грудные плавники Myliobatis longirostris, основание которых расположено позади глаз, срастаются с головой, образуя ромбовидный плоский диск, ширина которого превышает длину, края плавников имеют форму заострённых («крыльев»). Рыло вытянутое. Позади глаз расположены брызгальца. На вентральной поверхности диска имеются 5 пар жаберных щелей, рот и ноздри. Между ноздрями пролегает кожный лоскут. Зубы образуют плоскую трущую поверхность. Окраска дорсальной поверхности диска ровного оливково-коричневого цвета. Максимальная зарегистрированная ширина диска 95 см

## Биология
Подобно прочим хвостоколообразным Myliobatis longirostris относятся к яйцеживородящим рыбам. Эмбрионы развиваются в утробе матери, питаясь желтком и гистотрофом. Самцы и самки достигают половой зрелости при ширине диска 54 и 74 см соответственно.  
На Myliobatis longirostris паразитируют разные виды цестод, а также трематода Probolitrema richiardii.

## Взаимодействие с человеком
Myliobatis longirostris представляют незначительный интерес для местного кустарного лова. Орляки попадаются в качестве прилова при коммерческом рыбном и креветочном промысле. Международный союз охраны природы присвоил этому виду  охранный статус  «Близкий к уязвимому положению».